# Pierre Lantier
Pour les articles homonymes, voir Lantier (homonymie).
 (septembre 2009).
Si vous disposez d'ouvrages ou d'articles de référence ou si vous connaissez des sites web de qualité traitant du thème abordé ici, merci de compléter l'article en donnant les références utiles à sa vérifiabilité et en les liant à la section « Notes et références ».
Pierre Lantier, né le 30 avril 1910 à Marseille et mort le 4 avril 1998 à Ollioules, est un compositeur français.

## Biographie
Il est admis élève au Conservatoire de Paris le 29 novembre 1930 dans la classe d'harmonie d'André Bloch et obtient le premier Prix en 1932. À la rentrée suivante, en novembre de la même année, il commence l'étude de la fugue avec Georges Caussade et obtient en 1934 un premier accessit puis un 1935 un second Prix. En octobre 1933, il complète sa formation part l'étude de la composition avec Henri Büsser et obtient un premier accessit en 1936, puis un second prix l'année suivante. Il étudie également la direction d'orchestre au Conservatoire de Paris dans la classe de Philippe Gaubert, et obtient un second accessit en 1936, un premier accessit en 1937. La même année il remporte le premier Second Grand Prix de Rome dans la catégorie composition musicale.
Il enseigna  à l'École normale de musique de Paris et à la Schola Cantorum. Il eut aussi comme élève le compositeur et organiste André Jorrand pour la classe de Fugue. Il fut également professeur de solfège Conservatoire national supérieur de musique à Paris à partir de 1957 puis d'harmonie à partir de 1970 où il eut notamment comme élève Huguette Grémy-Chauliac. Il prend sa retraite du Conservatoire en 1978. 
Il créa le Concours international d'interprétation Pierre Lantier, qui récompense à Paris de jeunes concertistes-finalistes. La directrice artistique du Concours présidé par Jean-Claude Casadesus n'est autre qu'une de ses anciennes élèves, la compositrice et pianiste Chantal Auber.
Il est le coauteur avec son épouse Paule Maurice d'un Complément du Traité d'harmonie de Reber publié en 1950 chez Gallet & fils, ouvrage pédagogique en usage dans un grand nombre d’écoles françaises et étrangères.
Sa musique se place dans la tradition mélodique et harmonique française. On peut noter dans sa couleur harmonique des influences de Debussy et dans sa construction classique une certaine parenté avec la musique de Ravel. L'influence directe de ses maîtres et notamment Henri Büsser est évidente dans son orchestration, spécialement dans son Requiem, le Ballet Les deux syrinx ou son Adagio. Son style est tonal et utilise énormément la modalité.
Pierre Lantier, considéré par certains comme un compositeur mineur, fut instrumental dans la formation et l'éducation de nombreux musiciens français et étrangers, certains d'entre eux artistes de réputation internationale. En plus de son traité d'harmonie, des milliers d'étudiants de conservatoire ont utilisé (et utilisent toujours) ses manuels de solfège chanté, considérés comme très difficiles et des modèles du genre.
Son importance dans la musique française du XXe siècle est indéniable tout comme son influence sur plusieurs générations de musiciens.
Ses œuvres ont été jouées et enregistrées dans le monde entier.
Certains musiciens se sont faits les champions de la musique de Pierre Lantier, notamment les chefs d'orchestre français Pierre Molina et Patrick Botti.
On peut citer notamment la création mondiale de son Requiem en l'église des Blancs-Manteaux à Paris, le 6 février 1981 dirigé par Pierre Molina, avec la participation de Pierre Cochereau improvisant au grand orgue sur le thème du Sanctus. Ce Requiem, donné devant quelques-uns des plus grands noms de la musique française contemporaine fut un succès.
Son Triptyque pour violon et orchestre voit son premier mouvement donné en première mondiale en 1981 au théâtre Marigny avec le violoniste Jerôme Arger-Lefèvre et Patrick Botti dirigeant le Concilium Musicum de Paris.
Patrick Botti créera son ballet Les Deux Syrinx (1985) et son Adagio pour orchestre (1988) à la tête du Jamaica Plain Symphony à Boston.
En 1991, le trompettiste Pascal Vigneron et le pianiste Dimitri Vassilakis enregistrent un disque intitulé Œuvres françaises pour trompette et piano reprenant notamment une sonate créée par Pierre Lantier et jouée en 3 tempos : Moderato, Andante et Presto.

## Principales compositions musicales
- Sicilienne (Saxophone alto en Mib et piano)
- Andante et final (Saxophone alto et piano)
- Requiem
- Légende (Violoncelle/Piano solo)
- Trois pièces (Flûte traversière)
- Euskaldunak (Piano solo/Saxophone)
- Quatre pièces pour quintette de cuivres (Cor/Trombone/Trompette/Tuba)
- Ballet miniature (Piano solo)
- Allegro, Arioso et Final (Piano solo/Saxophone)
- Promenade au zoo (Piano solo)
- Concert en trois parties (Trompette/Piano)
- Sonate pour trompette et piano
- Triptyque pour violon et orchestre
- Nocturne pour orchestre
- Petite suite dans l'esprit jazz pour cordes
- Concerto pour trompette et orchestre
- Les Deux Syrinx, ballet
- Concerto pour piano et orchestre
- Manuels de Solfège